# Cukrovar Vršovice
Cukrovar Vršovice (Vršovická rafinerie na cukr a sirob) je bývalý průmyslový areál v Praze, který se rozkládá mezi ulicemi Petrohradská a Novgorodská severně od železniční trati.

## Historie
Cukrovar byl založen roku 1902 majiteli A. J. Kohnem a V. Adlerem. Specializoval se na výrobu krystalového cukru různého zrnění včetně cukru-moučky, dále byly mezi jeho výrobky pilé, kubes, jedlé siroby a umělý med. Denně vyráběl až 90 tun výrobků.
Areál byl stavěn postupně - na práci stavitele Františka Schlaffera navázal roku 1913 Ludvík Melzel.

### Ukončení provozu
Roku 1939 byla výroba zastavena a podnik arizován. Během 2. světové války sídlila v objektech německá firma Rheostat - Edmund Kussi. Po znárodnění v roce 1947 závod využíval n.p. Agrotechna, po roce 1989 bylo majiteli rozhodnuto o konverzi na byty a kanceláře.